# Xiong Ni
Xiong Ni (kinesiska:熊倪, pinyin:Xióng Ní), född 11 januari 1974 i Changsha, Hunan, är en före detta kinesisk simhoppare. Han vann sin första medalj i 14-årsåldern i de olympiska sommarspelen 1988 i Seoul. Han vann sedan bronsmedalj i de olympiska sommarspelen 1992 i Barcelona och sedan OS-guld i OS 1996 i Atlanta och i OS 2000 i Sydney.

### Fotnoter
1. ↑  ”Xiong Ni Bio, Stats, and Results - Olympics at Sports.reference.com”. sportsreference.com. Sportsreference. Arkiverad från originalet den 20 november 2008. https://web.archive.org/web/20081120101652/http://sports-reference.com/olympics/athletes/xi/xiong-ni-1.html. Läst 7 oktober 2015.